# Wrecktrospective
Wrecktrospective is compilatiealbum van het Amerikaanse punklabel Fat Wreck Chords en is uitgegeven op 8 december 2009. Het bestaat uit drie cd's en bevat nummers die tussen 1990 en 2009 door het label zijn uitgegeven. De eerste disc, getiteld Fattest Hits, bevat een nummer van elk van de 33 studioalbums die door het label zijn uitgegeven. De tweede disc, Demos, bevat 28 demo-opnames en zeldzame nummers, waarvan een groot deel nog niet eerder uitgegeven was. De derde disc Fat Club, bevat alle tracks bevat alle nummers van de Fat Club-serie. In totaal bevat de compilatie 88 nummers van 51 artiesten.

## Nummers

### Disc 1;Fattest Hits
1. "The Separation of Church and Skate" (van The War on Errorism, 2003) - NOFX - 2:49
2. "Violins" (van Hoss, 1995) - Lagwagon - 3:05
3. "Back to the Motor League" (van Today's Empires, Tomorrow's Ashes, 2001) - Propagandhi - 2:37
4. "Soulmate" (van ¡Leche con Carne!, 1995) - No Use for a Name - 3:03
5. "2RAK005" (van Stinky Fingers, 1994) - Bracket - 2:32
6. "Too Close to See" (van Twisted by Design, 1998) - Strung Out - 2:55
7. "You've Done Nothing" (van Don't Turn Away, 1992) - Face to Face - 2:00
8. "Weight of the World" (van A Comprehensive Guide to Moderne Rebellion, 1996) - Good Riddance - 1:44
9. "War Room" (van Viewers Like You, 1999) - Tilt - 2:26
10. "Leaving on a Jet Plane" (van Denver, 1995) - Me First and the Gimme Gimmes - 2:32
11. "Raum der Zeit" (van Uuaarrgh!, 1994) - Wizo - 1:40
12. "Never Had So Much Fun" (van A Man's Not a Camel, 1999) - Frenzal Rhomb - 2:01
13. "Wait for the Sun" (van Growing Up, 1996) - Hi-Standard - 2:20
14. "Martin" (van Demmamussabebonk, 1996) - Snuff - 2:12
15. "Easy Life" (van Vacation, 1996) - Goober Patrol - 2:52
16. "Windspitting Punk" (van A Juvenile Product of the Working Class, 1996) - Swingin' Utters - 2:15
17. "Cool Kids" (van Bark Like a Dog, 1996) - Screeching Weasel - 2:12
18. "Mary Melody" (van Rock the Plank, 2001) - Mad Caddies - 3:09
19. "Brutal Tooth" (van Breakfast at Pappa's, 1998) - Consumed - 1:34
20. "The Bland Within" (van Yours Truly, 2000) - Sick of It All - 2:09
21. "Black and Red" (van Front Porch Stories, 2002) - Avail - 2:15
22. "Gainesville Rock City" (van Borders & Boundaries, 2000) - Less Than Jake - 3:08
23. "Turncoat" (van The Terror State, 2003) - Anti-Flag - 2:11
24. "Heaven Knows" (van Revolutions per Minute, 2003) - Rise Against - 3:23
25. "Kings of Fife" (van Off the Leash, 2008) - The Real McKenzies - 2:50
26. "Like a Record Player" (van Oh! Calcutta!, 2006) - The Lawrence Arms - 2:01
27. "Americaspremierefaithbasedinitiative" (van Civil War, 2008) - Dillinger Four - 3:10
28. "Everyday Balloons" (van File Under Black, 2003) - None More Black - 1:53
29. "T.S.R." (van Against Me! as the Eternal Cowboy, 2003) - Against Me! - 1:35
30. "'Merican" (van Cool to Be You, 2004) - Descendents - 1:52
31. "R.J.R." (van To the Nines, 2004) - Only Crime - 2:05
32. "I Remember You" (van Pink Razors, 2005) - Chixdiggit - 2:34
33. "By the Throat" (van Cuban Ballerina, 2006) - Dead to Me - 2:22

### Disc 2;Demos
1. "Flies First Class" (demo voor For God and Country, 1995) - Good Riddance - 2:48
2. "Alive and Well" (demo voor The Unraveling, 2001) - Rise Against - 2:04
3. "Eulogy" (demo voor The Great Awake, 2007) - The Flatliners - 3:26
4. "It's My Job to Keep Punk Rock Elite" (demo voor Fuck the Kids, 1996) - NOFX - 1:10
5. "On with the Show" (demo voor The Greatest Story Ever Told, 2003) - The Lawrence Arms - 1:25
6. "Bury the Hatchet" (demo voor Duh, 1992) - Lagwagon - 3:33
7. "The Church of Black Flag" (demo voor Cognicide, 2005) - Western Addiction - 2:09
8. "Living Will (Get You Dead)" (demo voor Keep Your Heart, 2006) - The Loved Ones - 2:06
9. "Immigrants & Hypocrites" (demo voor Until We're Dead, 2008) - Star Fucking Hipsters - 2:37
10. "Everyone Is Telling Me I'll Never Win, If I Fall in Love with a Girl from Marin" (demo voor When All Else Fails, 2000) - Bracket - 3:24
11. "Sons of Avarice" (demo voor Destroy Their Future, 2007) - American Steel - 3:44
12. "5000 Ways to Die" (demo voor How to Meet Girls, 2000) - Nerf Herder - 2:53
13. "Middle Finger Response" (demo voor How to Clean Everything, 1993) - Propagandhi - 2:54
14. "Slytherin? My Ass!" (demo voor This is Satire, 2006) - None More Black - 2:18
15. "A Promise to Distinction" (demo voor Five Lessons Learned, 1998) - Swingin' Utters - 2:07
16. "You Look Like I Need a Drink" (demo voor Against Me! as the Eternal Cowboy, 2003) - Against Me! - 2:43
17. "Multiply and Divide" (demo voor LP III, 2005) - The Soviettes - 2:30
18. "No Apologies" (demo voor With a Lifetime to Pay, 2001) - Zero Down - 2:29
19. "Always Carrie" (demo voor More Betterness!, 1999) - No Use for a Name - 2:41
20. "Writing Letters" (demo voor Cuban Ballerina, 2006) - Dead to Me - 2:52
21. "Alone" (demo voor Another Day in Paradise, 1994) - Strung Out - 2:33
22. "My Pop the Cop" (demo voor All This and Puppet Stew, 2001) - The Dickies - 2:27
23. "Done Reckoning" (demo voor Front Porch Stories, 2002) - Avail - 1:36
24. "Polyester Khakis" (demo voor Quality Soft Core, 1997) - Mad Caddies - 2:21
25. "Hau Weg die Scheisse" (demo voor Dancing for Decadence, 2006) - The Sainte Catherines - 2:26
26. "It's You" (demo voor Stop the Future, 2005) - Epoxies - 2:35
27. "Goodbye to Boston" (demo voor Above the City, 2005) - Smoke or Fire - 2:24
28. "Underground Network" (demo voor Underground Network, 2001) - Anti-Flag - 3:56

### Disc 3;Fat Club
1. "Underground" - The Vandals - 3:39
2. "Why Are You Alive?" - The Vandals - 2:34
3. "Middle of the Night" - American Steel - 4:00
4. "New Religion Everyday" - American Steel - 3:17
5. "Another Round" - The Real McKenzies - 2:39
6. "Loch Lomond" - The Real McKenzies - 3:20
7. "The Road Less Traveled" - MxPx - 3:01
8. "You Hold the Key" - MxPx - 2:49
9. "Antidote" - Strike Anywhere - 3:45
10. "Asleep" - Strike Anywhere - 2:33
11. "I'm Stepping Out" - Randy - 3:07
12. "Unite" - Randy - 2:26
13. "Freedom Song" - Randy - 3:15
14. "Zyclone B Bath House" - NOFX - 1:40
15. "Spaghetti Motel" - NOFX - 1:58
16. "Black Mountain Rain" - Swingin' Utters - 1:44
17. "Outside Life" - Swingin' Utters - 2:00
18. "Dig" - Strung Out - 2:54
19. "Lost Motel" - Strung Out - 3:59
20. "The Promise Breakers" - Enemy You - 1:07
21. "Kind Hearts" - Enemy You - 2:28
22. "Emma" - Enemy You - 2:38
23. "Porno and Snuff Films" - The Lawrence Arms - 2:34
24. "A Toast" - The Lawrence Arms - 2:33
25. "Overheated" - The Lawrence Arms - 4:18
26. "Victoria" - One Man Army - 2:32
27. "She Wants Me Dead" - One Man Army - 2:04